# Ajos Andronikos Karpasias
Ajos Andronikos Karpasias (gr. – Άγιος Ανδρόνικος Καρπασίας, tur. – Yeşilköy) – wieś na Cyprze, w Dystrykcie Famagusta. Znajduje się de facto pod zarządem Cypru Północnego. Położona jest na półwyspie Karpas.